# Roberto Ballini
Roberto Ballini (Camaiore, Toscana, 14 de març de 1944) és un ciclista italià, ja retirat, que fou professional entre 1966 i 1972. En el seu palmarès sols hi ha dues victòries, una victòria d'etapa al Giro d'Itàlia de 1969 i la Coppa Placci del mateix any.

## Palmarès
- 1969
  - 1r a la Coppa Placci
  - Vencedor d'una etapa al Giro d'Itàlia

### Resultats al Giro d'Itàlia
- 1966. 59è de la classificació general
- 1967. Abandona
- 1968. 27è de la classificació general
- 1969. 73è de la classificació general. Vencedor d'una etapa
- 1970. 88è de la classificació general

### Resultats al Tour de França
- 1971. 92è de la classificació general